# Maria Carme Junyent Figueras
Maria Carme Junyent Figueras   (Masquefa, 4 de febrer de 1955 - 3 de setembre de 2023), coneguda simplement com a Carme Junyent, fou una lingüista catalana. Fou professora de lingüística a la Facultat de Filologia de la Universitat de Barcelona, on va dur a terme la recerca en l'àmbit de les llengües amenaçades, l'antropologia lingüística i les llengües de la immigració a Catalunya. Fou la directora del Grup d'Estudi de Llengües Amenaçades (GELA) i autora d'una àmplia obra sobre la situació de les llengües del món i la diversitat lingüística.

## Biografia

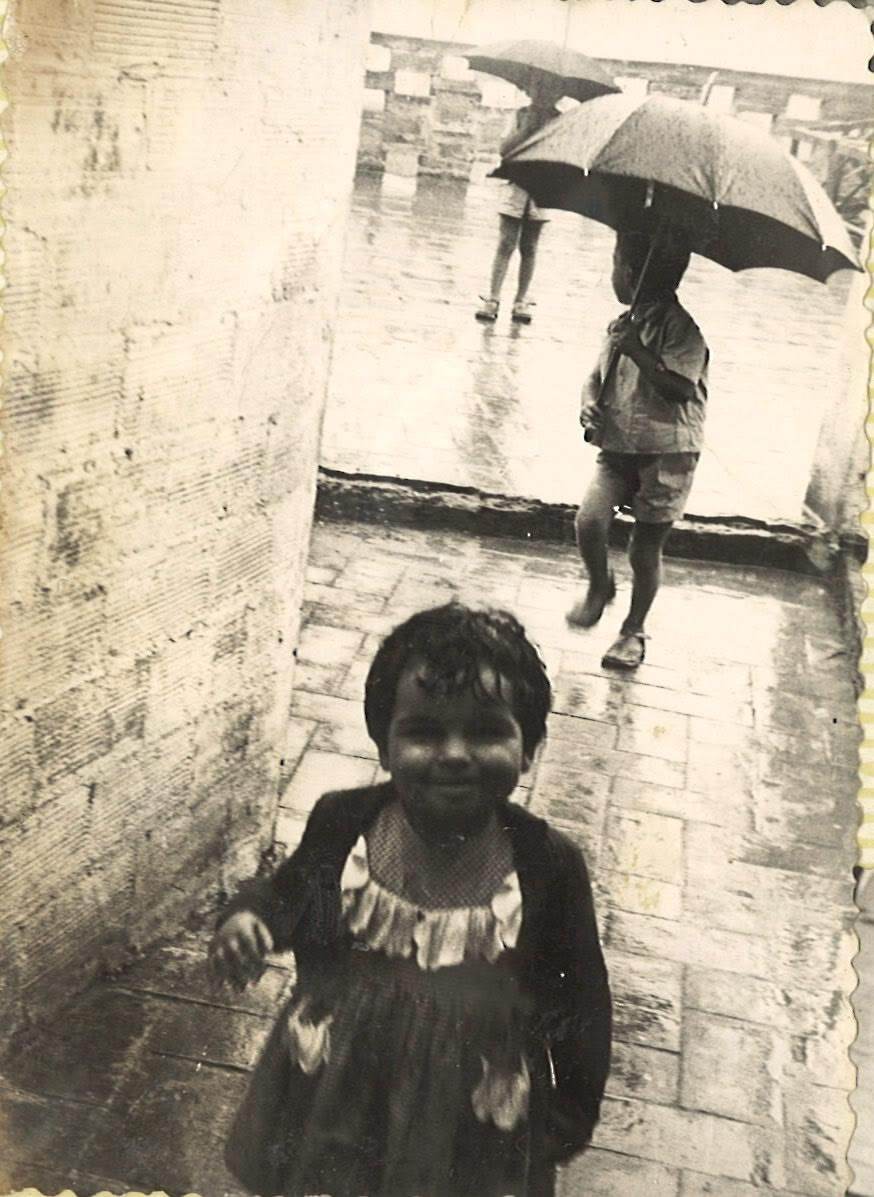
Carme Junyent de petita

Carme Junyent va estudiar filologia a la Universitat de Barcelona. Després va completar la seva formació a Alemanya, a la Universitat de Marburg i la Universitat de Colònia, i més tard als Estats Units, a la Universitat de Califòrnia. Es va doctorar a la Universitat de Barcelona amb la tesi La classificació de les llengües d'Àfrica: el bantu i una hipòtesi (més) sobre la seva expansió.
L'any 1992 va participar en la fundació del Grup d'Estudi de Llengües Amenaçades per al coneixement i estudi de la diversitat lingüística. Va formar part del comitè d'experts consultats per a la redacció de la Declaració Universal dels Drets Lingüístics (1996) i va ser membre del Comitè Científic Internacional de Linguamón – Casa de les Llengües. Va formar part dels fundadors de la Revista d'Igualada, de la qual fou membre del consell de redacció des de 1999. El 2017 va fundar el Grup de Lingüistes per la Diversitat en el marc de la seva alma mater, la Universitat de Barcelona.
També va dirigir la realització de l'inventari de les llengües que es parlen a Catalunya, que actualment ja supera les 300. Va comissariar les exposicions «Les llengües a Catalunya» i «Les llengües dels catalans» per donar-les a conèixer. També va intervenir en diferents debats, com ara la gestió de les llengües en una possible Catalunya independent, on va defensar que no hi hauria d'haver llengües oficials atès que, segons ella, a les llengües dominants l'oficialitat no els cal i a les subordinades no els serveix de res.
El 2010 va organitzar la jornada «Visibilitzar o marcar: repensar el gènere en la llengua catalana», de la qual es van publicar les actes el 2013. A partir d'aquesta jornada es va consensuar un document que té com a punt clau el reconeixement del gènere no marcat o masculí com a inclusiu del marcat o femení i garanteix, per tant, que cap organisme no pot obligar a escriure documents amb formes desdoblades (nens i nenes, catalans i catalanes, etc.). Ha desenvolupat aquest argument afegint que «no hem de fer propostes d'ús no sexista, el que hem de fer és no ser sexistes». Posteriorment, va publicar alguns articles divulgatius sobre la qüestió. Treballà gran part de la seva vida com a professora de lingüística general a la Facultat de Filologia de la Universitat de Barcelona.
Va ser guardonada amb la Creu de Sant Jordi l'any 2019 «per la seva llarga trajectòria en l'estudi i la defensa de la diversitat lingüística a Catalunya i al món».
Patia prosopagnòsia, un trastorn que impedeix de reconèixer cares de coneguts correctament. Va morir el setembre de 2023 d'un càncer de pàncrees. En el seu últim article, publicat pòstumament, tracta del dret de morir en català i de la importància de poder-se expressar en la llengua pròpia en el tram final de la vida.
L'any 2024 es va posar el nom de Maria Carme Junyent Figueras a la biblioteca pública de Masquefa. El mateix any, el Correllengua va homenatjar-la amb centenars d'actes amb l'objectiu de transmetre i amplificar el seu missatge: «si de la llengua no ens n'ocupem nosaltres, els parlants, no la salvarà ningú». En l'acte d'inici del Correllengua 2024 a l'Aula Joan Maragall de la Universitat de Barcelona, es va batejar la gegantona Carme en Acció, la primera figura d'imatgeria festiva de la Coordinadora d'Associacions per la Llengua Catalana (CAL). El cap de la geganta té forma de lletra C de català, de Catalunya, de CAL, de cultura, de conviure i de Carme Junyent, i està formada per molts caps i cares comunicant-se.

## Premis i reconeixements
- Premi Sant Jordi de Masquefa[21]
- Premi al Compromís Cultural d'Òmnium Anoia (2007)[21]
- Premi Joan Coromines de la Coordinadora d'Associacions per la Llengua Catalana (2015)
- Membre del consell assessor de Linguapax
- Membre d'Honor de la Càtedra UNESCO del Patrimoni Lingüístic Mundial de la Universitat del País Basc.[22]
- Premi de l'ADAC al millor article sobre normalització lingüística (2016)
- Sòcia d'honor de la Coordinadora d'Associacions per la Llengua Catalana (CAL)
- Premi Creu de Sant Jordi (2019)[23]
- Fava d'Argent de Masquefa (2019)[13]
- Homenatge del Gremi de Llibreters de Vell de Catalunya a l'Homenatge al llibre del Passeig de Gràcia (2022)[24]

## Obra publicada
- Les llengües d'Àfrica. Barcelona: Empúries, 1986
- Les llengües del món. Barcelona: Empúries, 1989
- Vida i mort de les llengües. Barcelona: Empúries, 1992
- Las lenguas del mundo. Una introducción. Barcelona: Octaedro, 1993
- Estudis africans. Barcelona: Empúries, 1996
- Contra la planificació. Una proposta ecolingüística. Barcelona: Empúries, 1998
- La expansión bantú. Cuadernos Monográficos. Madrid: Asociación Española de Africanistas, 1998
- La diversidad lingüística. Guía didáctica y recorrido por las lenguas del mundo. Barcelona: Octaedro, 1999
- Quadern E.S.O. de La diversitat lingüística. Barcelona: Octaedro, 2000
- Guía didàctica del Quadern E.S.O. de La diversitat lingüística. Barcelona: Octaedro, 2000
- Lingüística històrica. Text-guia. Barcelona: Publicacions de la Universitat de Barcelona, 2000
- Antropologia lingüística. Text-guia. Barcelona: Publicacions de la Universitat de Barcelona, 2000
- La Gimcana de les Llengües. Barcelona: Octaedro, 2002
- Escoles a la frontera. Vic: Eumo, 2016
- M. C. Junyent; V. Unamuno (ed.) El català: Mirades al futur. Barcelona: EUB-Octaedro, 2002, ISBN 84-8312-039-9.
- M. C. Junyent (ed.). Les llengües a Catalunya. Barcelona: Octaedro, 2005.
- M. C. Junyent; F. Marti; P. Ortega; A. Barrena; I. Idiazabal; P. Juaristi; B. Uranga; E. Amorrortu (ed.). Words and Worlds: World Languages Review. Clevedon: Multilingual Matters, 2005.
- M. C. Junyent; M. Barrieras, M; P. Comellas; M. Fidalgo; V. Unamuno. La diversitat lingüística a l'aula: Construir centres educatius plurilingües. Barcelona: Fundació Jaume Bofill, 2009.
- M. C. Junyent (ed.). Llengua i acollida. Barcelona: Horsori, 2009.
- M. C. Junyent (ed.). Transferències: La manifestació dels processos extralingüístics en les llengües del món = Transferences: The expression of extra-linguistic processes in the world's languages. Vic: EUMO, 2009.
- M. C. Junyent; C. Muncunill, C. El libro de las lenguas, Barcelona: Octaedro, 2010.
- M. C. Junyent. El rol de les llengües dels alumnes a l'escola. Barcelona: Horsori, 2012.
- M. C. Junyent (ed.). Visibilitzar o marcar: Repensar el gènere en la llengua catalana. Barcelona: Empúries, 2013.
- M. C. Junyent; P. Comellas; M. Cortès-Colomé; M. Barrieras; E. Monrós; M. Fidalgo. Què hem de fer amb les llengües dels alumnes a l'escola?: un estudi de representacions lingüístiques a l'Anoia. Barcelona: Horsori, 2014.
- M. C. Junyent; P. Comellas; M. Cortès-Colomé; M. Barrieras; E. Monrós; M. Fidalgo. La diversidad lingüistica: una invitación a reconocerla, comprenderla e incorporarla. Barcelona: Horsori, 2014.
- M. C. Junyent; Bel Zaballa. El futur del català depèn de tu. Barcelona: La Campana, 2020. ISBN 9788416863754
- Pere Comellas; Carme Junyent: Els colors de la neu. Vic: Eumo Editorial, 2021. ISBN 978-8497667302
- M. C. Junyent (ed.). El català, la llengua efervescent: 77 visions sobre el terreny. Barcelona: Viena, 2021. ISBN 9788417998806
- M. C. Junyent (ed.). Som dones, som lingüistes, som moltes i diem prou. Vic: Eumo, 2021. ISBN 978-84-9766-742-5